# Donald Dawson
Pour les articles homonymes, voir Dawson.
Donald Andrew Dawson est un mathématicien canadien né en 1937, spécialisé en probabilité.

## Biographie
Dawson reçoit en 1958 son bachelor puis en 1959 son mastère de l'Université McGill et en 1963 il obtient son doctorat du MIT sous la direction de Henry McKean avec une thèse intitulée Constructions of Diffusions with Specified Mean Hitting Times and Hitting Probabilities. En 1962/63 il est ingénieur au département aérospatial de Raytheon. À l'Université McGill il devient en 1963 professeur adjoint et en 1967 professeur agrégé. À l'Université Carleton il devient en 1970 professeur agrégé et en 1971 professeur titulaire, occupant ce poste jusqu'en 1996.
De 1996 à 2000 Donald Dawson est le directeur de l'Institut Fields et durant ces années il est aussi professeur associé à l'Université de Toronto. De 2000 à 2010 il est professeur associé à l'Université McGill.
En 1994 il est conférencier invité au Congrès international des mathématiciens de Zurich avec une conférence sur Interaction and hierarchy in measure-valued processes. De 2003 à 2005 il est président de la Société Bernoulli.

## Travaux
Dawson travaille sur les processus stochastiques, measure-valued processes  et les  systèmes stochastiques hiérarchiques avec des applications dans les systèmes d'information, en génétique, biologie de l'évolution et en économie. 
Il est l'auteur de huit monographies et de plus de 150 articles publiés dans des revues scientifiques à comité de lecture.

## Prix et récompenses
- 1975 : Fellow de l'Institut international de statistique
- 1977 : Fellow de l'Institute of Mathematical Statistics
- 1977-1979 : Titulaire d'une bourse de recherche Killam Senior
- 1987 : Fellow de la Société royale du Canada, Académie des Sciences
- 1991 : Médaille d'or de la Société statistique du Canada
- 1994 : Prix Jeffery-Williams
- 1996-2000 : Max Planck Research Award for International Cooperation
- 2004 : Prix CRM-Fields-PIMS
- 2004 : Membre Honoraire de la Société statistique du Canada
- 2010 : Fellow de la Royal Society
- 2012 : Fellow de la Société mathématique américaine

## Sélection de travaux
- avec Edwin A. Perkins : Measure-valued processes and Renormalization of Branching Particle Systems, in R. Carmona, B. Rozovskii Stochastic Partial Differential Equations: Six Perspectives, American Mathematical Society Mathematical Surveys and Monographs, vol. 64, 1999, p. 45–106.
- avec J. T. Cox, A. Greven : Mutually catalytic super branching random walks: large finite systems and renormalization analysis, American Mathematical Society 2004
- en tant que directeur de publication : Measure-valued processes, stochastic partial differential equations, and interacting systems, American Mathematical Society 1994
- avec Edwin Perkins : Historical processes, American Mathematical Society 1991
- avec J. Gärtner : Large deviations, free energy functional and quasi-potential for a mean field model of interacting diffusions, American Mathematical Society 1989